# Vítor Guilhar
 (novembre 2017).
Si vous disposez d'ouvrages ou d'articles de référence ou si vous connaissez des sites web de qualité traitant du thème abordé ici, merci de compléter l'article en donnant les références utiles à sa vérifiabilité et en les liant à la section « Notes et références ».
Vítor Guilhar, né le 12 octobre 1913 à São Tomé à Sao Tomé-et-Principe et mort à une date inconnue, est un footballeur international portugais. Il évolue au poste de défenseur.

## Biographie

### En club
Avec le FC Porto, il est deux fois champion du Portugal, en 1939 et en 1940.

### En équipe nationale
Vítor Guilhar reçoit sa première sélection avec l'équipe du Portugal le 12 janvier 1941, contre l'Espagne, en match amical (nul 1-1). Son second match, toujours dans un match amical contre l'équipe espagnole, se déroule le 16 janvier 1941 (défaite 1-5).